# Koga (Fahrradhersteller)

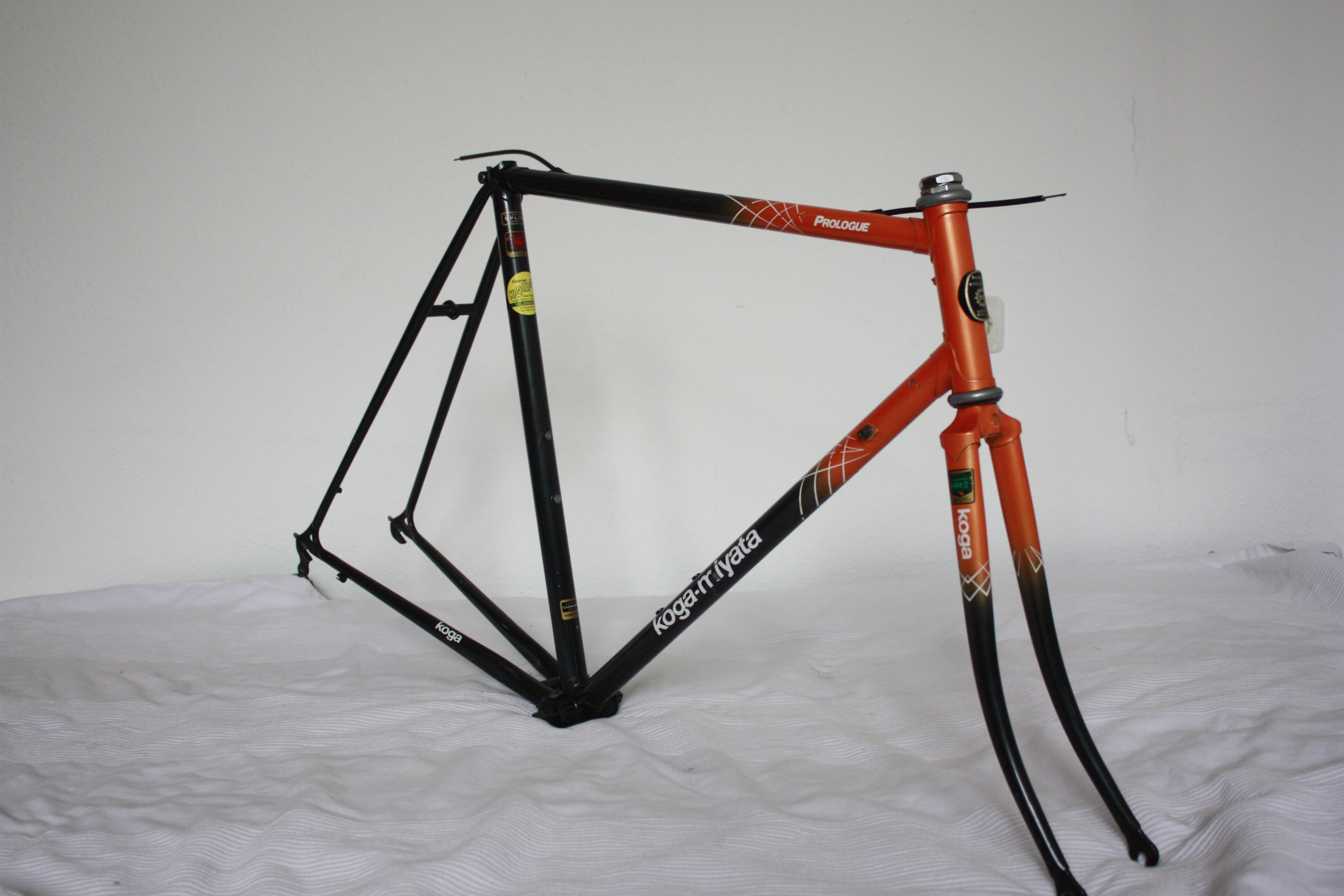
Koga-Miyata Rennradrahmen

Koga (Eigenschreibweise: KOGA) ist ein niederländischer Hersteller von Fahrrädern. Sitz des Unternehmens ist Heerenveen. Das Unternehmen ist eine Tochtergesellschaft der Accell Group. Bis 2010 wurde als Markenname Koga-Miyata geführt. Da die Zusammenarbeit mit dem japanischen Rahmenbauer Miyata Kōgyō mittlerweile beendet war, reduzierte man den Markennamen auf den im Sprachgebrauch bekannten Firmennamen Koga.

## Geschichte
Die Firma Koga wurde 1974 von Andries Gaastra, dem Sohn des Gründers der Marke Batavus, gegründet; der Name ist ein Kofferwort aus seinem Familiennamen und dem Geburtsnamen seiner Frau, Kowallik. Koga verkaufte zunächst nur Rahmen, ab 1976 fertigte man Kompletträder mit Rahmen des renommierten japanischen Fahrradbauers Miyata Kōgyō K.K. (der Büchsenmacher Eisuke Miyata hatte 1892 das erste japanische Fahrrad mit Diamantrahmen hergestellt).  Heute entwickelt und produziert das Unternehmen Renn- und Tourenräder, Trekking- und Mountainbikes, Stadt- und Klappräder sowie Tandems. Als Rahmenmaterial werden Chrom-Molybdän-Stahl, Aluminium und Kohlenstofffaserverstärkter Kunststoff verwendet.
Für alle Fahrräder werden die Rahmengeometrien und verwendeten Teile exakt an den Zweck angepasst. Falls die benötigten Komponenten nicht auf dem Markt vorhanden sind, werden oft gemeinsam mit Zulieferern eigene Koga-Teile entwickelt. Ein oft angepasstes Merkmal ist die Rahmenrohrstärke, welche je nach Anforderung variiert. Koga verkauft die Fahrräder nur über den Vertragshändler. Einige davon haben sogenannte Koga Quality Stores eingerichtet, von denen es in Deutschland drei gibt. Die Fahrräder werden überwiegend in den Niederlanden, Deutschland, Belgien, Dänemark und der Schweiz verkauft. Wichtige weitere Exportländer sind Japan und Südkorea.
Der Hersteller unterstützt als Sponsor und Ausrüster mehrere Radsportteams in den Niederlanden und Deutschland. u. a. das Koga Cycling Team.
Die Koga B.V. gehört – wie auch die Hersteller Batavus und Sparta und weitere – zur börsennotierten niederländischen Accell Group. Der Gesamtumsatz von Accell betrug 2021 etwa 1,38 Milliarden Euro.

## Zeitlinie
- 1974 – Gründung des Unternehmens
- 1976 – Markteinführung handgefertigter Räder
- ab 1980 – Sponsoring von Radsportteams
- 1984 – Erweiterung des Sortiments auf Reiseräder
- 1986 – Herstellung von Mountainbikes
- 1993 – Bau von Hybridfahrrädern
- 1998 – Börsengang von Koga-Accell
- 2006 – Herstellung von Fahrrädern mit Trittunterstützung sgn. E-Bikes oder Elektrorädern
- 2009 – Übernahme des fahrradähnlichen Sportgerätes Bergmönch[1]